# Führungsstab der Streitkräfte

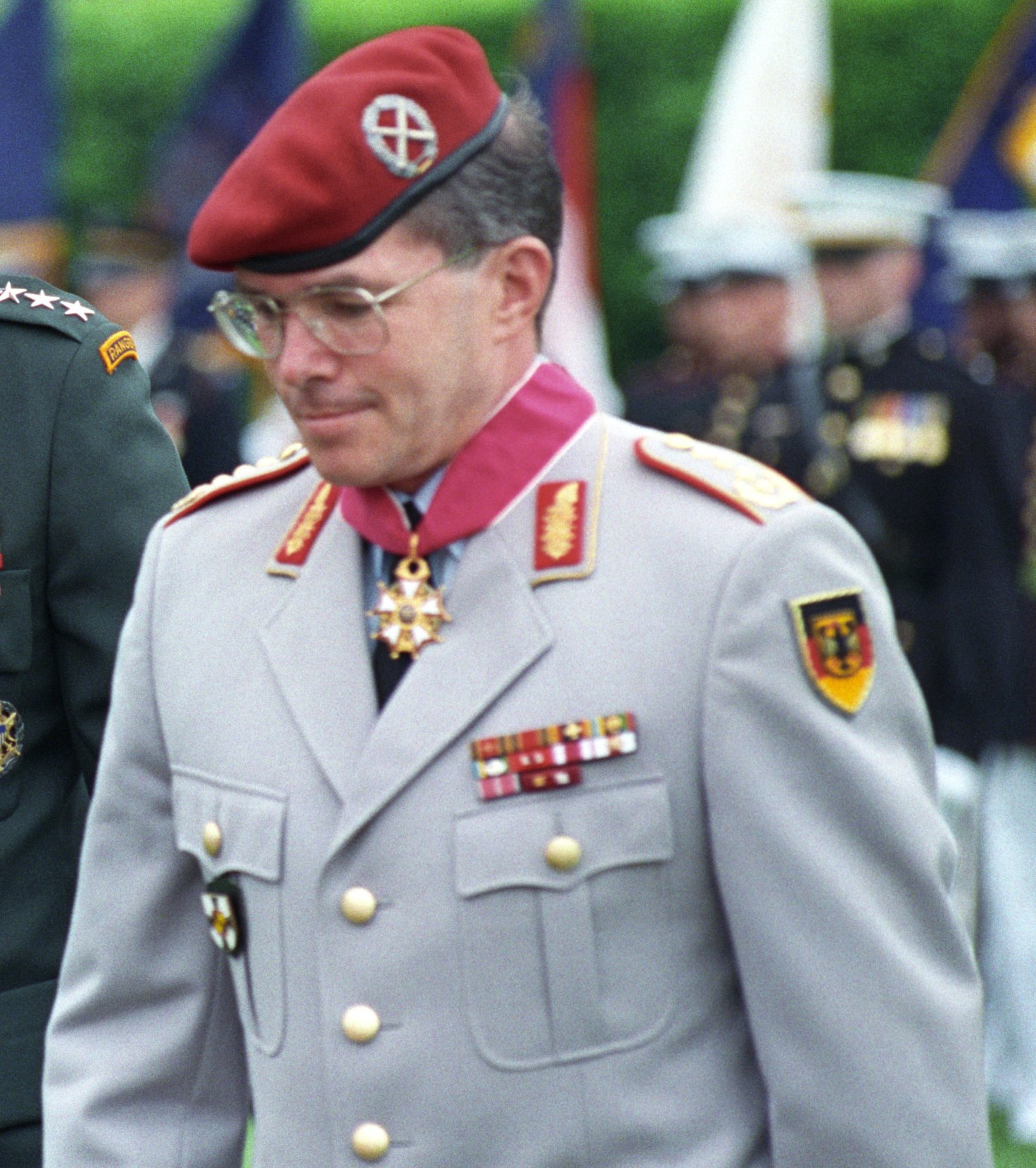
General Naumann mit Brustanhänger Fü S und Ärmelaufnäher.

Der Führungsstab der Streitkräfte (Fü S; bis 1967 Führungsstab der Bundeswehr – FüB) war der Arbeitsstab des Generalinspekteurs der Bundeswehr im Bundesministerium der Verteidigung und einer der fünf Führungsstäbe im militärischen Leitungsbereich der Bundeswehr. Er entwickelte die Gesamtplanung der militärischen Verteidigung, konzipierte die Grundlagen der Militärpolitik, steuerte die Einsatzplanung und Einsatzführung der Bundeswehr und erarbeitete die Grundsätze für Führung, Erziehung und Ausbildung der Soldaten.

Mit der Neuausrichtung der Bundeswehr ab 2010 wurden der Fü S, der Führungsstab des Heeres (Fü H), der Führungsstab der Luftwaffe (Fü L), der Führungsstab der Marine (Fü M) und der Führungsstab des Sanitätsdienstes (Fü San) aufgelöst und in die neuen Organisationsbereiche Kommando Heer, Kommando Luftwaffe, Marinekommando und Kommando Sanitätsdienst umgegliedert. Aus den im BMVg verbliebenen Anteilen wurden die folgenden Abteilungen gebildet:
- Abteilung Planung
- Abteilung Führung Streitkräfte
- Abteilung Strategie und Einsatz

## Geschichte
Nach Ende des Zweiten Weltkrieges 1945 waren durch das Potsdamer Abkommen eigenständige deutsche Streitkräfte und ein Generalstab verboten. Bei der Wiederbewaffnung am 5. Mai 1955 wurde der Begriff Generalstab in der neugeschaffenen Bundeswehr nicht mehr verwendet. Gleichwohl existieren die Aufgaben eines Generalstabs auch in der Bundeswehr. Die oberste Führungsbehörde wurde der Führungsstab der Streitkräfte.
In der Zeit bis 1990 hatte Deutschland die operative Führung seiner Kräfte im Kriegsfall komplett der NATO zu übertragen, wobei dieser zum Teil rein deutsche Hauptquartiere unterstanden wie das Flottenkommando oder die deutschen Heereskorps (I., II. und III. Korps). Die übrigen, nicht operativen Aufgaben eines Generalstabes wurden im Fü S und in den Führungsstäben der Teilstreitkräfte wahrgenommen. Die nationalen Belange bei heutigen Auslandseinsätzen werden grundsätzlich durch das Einsatzführungskommando der Bundeswehr geführt.

## Auftrag
Neben den für den Generalinspekteur der Bundeswehr wahrzunehmenden Aufgaben bearbeitete der Fü S truppendienstliche und organisationsbereichspezifische Angelegenheiten der Streitkräftebasis, insoweit war der Fü S zugleich militärische Kommandobehörde.

## Organisation
Der Führungsstab der Streitkräfte war Stand 2006 in 7 Stabsabteilungen mit insgesamt 42 Referaten gegliedert.
- Stabsabteilung Fü S I (Innere Führung, Personal, Ausbildung, Stellvertreter des Stabsabteilungsleiters)
  - Referat Personelle Grundsatzforderungen
  - Referat Grundlagen für die Personalplanung, Personallage und Nachwuchslage der Soldatinnen, Soldaten und des Zivilpersonals der Streitkräfte, Reservistenangelegenheiten
  - Referat Innere und soziale Lage der Streitkräfte
  - Referat Innere Führung
  - Referat Grundsatzangelegenheiten der Ausbildung der Streitkräfte

- Stabsabteilung Fü S II (Militärisches Nachrichtenwesen der Bundeswehr)
  - Referat Grundsatzangelegenheiten und Konzeption des Militärischen Nachrichtenwesens
  - Referat Strategische Aufklärung; Sicherheitsoffizier Fernmelde-, Elektronische- und Sonderaufklärung; Beauftragter des Inspekteurs der Luftwaffe für Militärische Nachrichtenwesen
  - Referat Nationale Risikobeurteilung; Lage anderer Staaten; Beauftragter des Inspekteurs des Heeres für Militärische Nachrichtenwesen
  - Referat Militärische Sicherheit der Bundeswehr; Beauftragter des Inspekteurs der Marine für Militärische Nachrichtenwesen
  - Referat Angelegenheiten ausländischer Militärattachés; Lage anderer Staaten
  - Referat GeoInformationswesen der Bundeswehr; Navigation in der Bundeswehr

- Stabsabteilung Fü S III (Militärpolitik und Rüstungskontrolle)
  - Referat Militärpolitische Grundlagen; Bilaterale Beziehungen
  - Referat Militärstrategische Grundlagen; Deutsch-Französische Arbeitsgruppe Militärische Zusammenarbeit; StudienFA 01
  - Referat NATO; Euro Atlantischer Partnerschaftsrat (EAPC); Grundsatzfragen der militärpolitischen Interessenvertretung in diesen Organisationen; Partnerschaft für den Frieden
  - Referat Europäische Union; Westeuropäische Union; Grundsatzfragen der militärpolitischen Interessenvertretung in diesen Organisationen; Europabeauftragter des Verteidigungsministeriums
  - Referat Rüstungskontrolle; Abrüstung; Nichtverbreitung
  - Referat Militärpolitische Grundlagen für Einsätze und Übungen

- Stabsabteilung Fü S IV (Logistik der Bundeswehr, ABC-Abwehr und Schutzaufgaben)
  - Referat Grundsatzangelegenheiten der Logistik der Bundeswehr; Logistische Führung der Bundeswehr; Internationale logistische Zusammenarbeit
  - Referat Materialwirtschaftung der Bundeswehr
  - Referat ABC-Abwehr und Schutzaufgaben der Bundeswehr; Truppenübungsplätze und Standortausbildungseinrichtungen
  - Referat Mobilität und Transportlogistik Bundeswehr
  - Referat Bundeswehrplanung Streitkräftebasis; Rüstung und Nutzung der Streitkräftebasis; Bevollmächtigter Vertreter IAGFA

- Stabsabteilung Fü S V (Einsatz Bundeswehr); am 1. Juni 2008 umgegliedert in den Einsatzführungsstab des Bundesministeriums der Verteidigung und dem Generalinspekteur direkt unterstellt, nicht mehr Teil des Fü S

- Stabsabteilung Fü S VI (Planung)
  - Referat Grundsatzangelegenheiten und Controlling Bundeswehrplanung, Prozessverantwortung Hauptprozess Bundeswehrplanung, BRH-Angelegenheiten Fü S / SKB;
  - Referat Konzeption der Bundeswehr, Transformation, CD&E;
  - Referat Fähigkeitsanalyse;
  - Referat Bundeswehrplan;
  - Referat Beiträge zum Haushalt und zur Finanzplanung der Streitkräfte/Streitkräftebasis; Koordinierender Bewirtschafter der Streitkräfte
  - Referat Multinationale Streitkräfteplanung, Fähigkeitsentwicklung, Interoperabilität/Standardisierung;
  - Referat Grundsatz/Weiterentwicklung Streitkräftebasis

- Stabsabteilung Fü S VII (Organisation, Stationierung, Infrastruktur, Führungsunterstützung)
  - Referat Grundsatzangelegenheiten der militärischen Organisation; Geschäfts- und Schriftverkehr in den Streitkräften; Dienstvorschriften und Standardisierungsübereinkommen
  - Referat Organisation Streitkräftebasis
  - Referat Koordination der Stationierung der Bundeswehr und der Liegenschaftsnutzung; Stationierung der Streitkräftebasis; Untersuchungsgruppe Standort- und Liegenschaftsoptimierung
  - Referat Grundsatzangelegenheiten der Infrastruktur der Streitkräfte; Infrastrukturbedarf und -planung der Streitkräfte
  - Referat Führungsunterstützung

## Führung
Dem Führungsstab stand der Generalinspekteur der Bundeswehr vor. Der Generalinspekteur im Rang eines Generals wurde durch den Führungsstab in seiner Arbeit unterstützt, der ihm als ministerieller Stab unmittelbar zugeordnet war und dessen Arbeiten durch einen Chef des Stabes koordiniert wurden.
Für die dem Generalinspekteur übertragene Bundeswehrplanung hatte er Weisungsrecht gegenüber den Inspekteuren der Teilstreitkräfte (Heer, Marine, Luftwaffe) und der Organisationsbereiche Streitkräftebasis und Sanitätsdienst.
Am 1. Juni 2003 wurden der Führungsstab der Streitkräfte und der Führungsstab der Streitkräftebasis (Fü SKB) zusammengefasst. Seitdem nahmen im Führungsstab der Streitkräfte zwei ständige Vertreter des Generalinspekteurs Aufgaben wahr. Der Stellvertreter des Generalinspekteurs der Bundeswehr und Inspekteur der Streitkräftebasis führt den ihm truppendienstlich unterstellten Organisationsbereich der Streitkräftebasis. Darüber hinaus vertritt er den Generalinspekteur, wenn es um die Führung der Streitkräfte geht. Ihm unterstehen direkt das Referat Rechtsberater und das Referat Universitäten der Bundeswehr.
Der Stellvertreter des Generalinspekteurs der Bundeswehr war als ständiger Vertreter des Generalinspekteurs zuständig für die ministeriellen Fachaufgaben im Führungsstab der Streitkräfte. Diese sind insbesondere die Bereiche Einsatz, Militärpolitik und Rüstungskontrolle angesiedelt. Dem Chef des Stabes waren drei Referate für zentrale Angelegenheiten, Personalangelegenheiten und Controlling direkt zugeordnet.

## Verbandsabzeichen
Das schwarz/golden gekordelte Verbandsabzeichen, das nur von den militärischen Mitarbeitern der Teilstreitkraft Heer des Führungsstabes der Streitkräfte am linken Ärmel des Dienstanzugs getragen wurde, zeigte das Bundeswappen mit Bundesadler als Hoheitszeichen der Bundesrepublik Deutschland auf den Farben der Flagge Deutschlands. Die gold-schwarze Kordel weist auf die Stellung als eine Kommandobehörde oberhalb der Divisionen hin. Das Verbandsabzeichen wurde auch vom militärischen Personal der anderen Führungsstäbe im BMVg sowie in den übrigen Organisationsbereichen des BMVg getragen.

## Liste der Chefs des Stabes
Der Chef des Stabes hat den Rang eines Generalmajors oder Konteradmirals.
| LNr. | Dienstgrad Name                            | Amtszeit          | Amtszeit           |
| LNr. | Dienstgrad Name                            | Beginn            | Ende               |
| ---- | ------------------------------------------ | ----------------- | ------------------ |
| 25   | Generalmajor Peter Bohrer                  | 1. Juli 2010      | 31. März 2012      |
| 24   | Konteradmiral Manfred Nielson              | 21. Februar 2008  | 1. Juli 2010       |
| 23   | Generalmajor Manfred Engelhardt            | 20. April 2006    | 20. Februar 2008   |
| 22   | Konteradmiral Wolfram Kühn                 | 12. Februar 2004  | 20. April 2006     |
| 21   | Generalmajor Egon Ramms                    | 1. Oktober 2000   | 12. Februar 2004   |
| 20   | Konteradmiral Jörg Auer                    | 1. Oktober 1999   | 30. September 2000 |
| 19   | Generalmajor Hartmut Moede                 | 1. Oktober 1997   | 30. September 1999 |
| 18   | Generalmajor Benno Ertmann                 | 16. Dezember 1994 | 29. September 1997 |
| 17   | Konteradmiral Hans Frank                   | 1. April 1992     | 15. Dezember 1994  |
| 16   | Generalmajor Peter Haarhaus                | 1. Oktober 1989   | 31. März 1992      |
| 15   | Generalmajor Jürgen Schnell                | 1. Oktober 1987   | 30. September 1989 |
| 14   | Generalmajor Siegfried Storbeck            | 1. Oktober 1986   | 30. September 1987 |
| 13   | Konteradmiral Klaus Rehder                 | 1. April 1983     | 30. September 1986 |
| 12   | Konteradmiral Rudolf Arendt                | 1. April 1980     | 31. März 1983      |
| 11   | Konteradmiral Helmut Kampe                 | 10. Januar 1977   | 31. März 1980      |
| 10   | Generalmajor Lothar Domröse                | 1. Oktober 1975   | 9. Januar 1977     |
| 9    | Generalmajor Ernst-Dieter Bernhard         | 1. April 1973     | 30. September 1975 |
| 8    | Generalmajor Harald Wust                   | 1. Mai 1971       | 31. März 1974      |
| 7    | Generalmajor Bernd Freytag von Loringhoven | 1. April 1971     | 30. April 1971     |
| 6    | Konteradmiral Günther Reeder               | 1. Oktober 1968   | 31. März 1971      |
| 5    | Konteradmiral Albrecht Obermaier           | 1. April 1967     | 30. September 1968 |
| 4    | Generalmajor Herbert Büchs                 | 1. Juli 1964      | 31. März 1967      |
| 3    | Generalmajor Gustav-Adolf Kuntzen          | 1. Oktober 1962   | 30. Juni 1964      |
| 2    | Generalmajor Albert Schnez                 | 1. April 1960     | 30. September 1962 |
| 1    | Generalmajor Werner Panitzki               | 10. Januar 1958   | 31. März 1960      |